# 마리 오즈먼드
마리 오즈먼드(Marie Osmond, 본명은 올리브 마리 오즈먼드(Olive Marie Osmond), 1959년 10월 13일 ~ )는 미국의 가수, 작사가, 뮤지컬 배우, 영화배우, 성우, 방송MC, 텔레비전 연기자, 소설가, 극작가, 인형 디자이너이다.

## 생애
그녀는 1971년 보컬 음악 그룹 "오즈먼즈(Osmonds)"의 보컬리스트로 첫 데뷔하였고 2년 후 1973년 솔로 가수로 데뷔하였으며 이듬해 1974년에는 뮤지컬 배우로 데뷔하였고 2년 후 1976년 미국 애니메이션 영화 《Hugo the hippo》의 음성 단역 출연을 통하여 성우로 데뷔하였으며 1976년 헝가리 영화 《Hugo a vizilo》의 출연을 통하여 영화배우로 데뷔하였고 같은 해 1976년 영국 다큐멘터리 영화 《All you need is love》에 단역 출연하였으며 또 이어 같은 해 1976년 텔레비전 방송MC 첫 입문하였고 2년 후 1978년 미국 영화 《The gift of love》에 단역 출연하였으며 3년 후 1981년 소설가 등단하였고 이듬해 1982년 극작가 등단하였으며 9년 후 1991년 인형 디자이너 첫 입문하였다.

## 유명세
그녀는 보통적으로 대한민국 국내에서는 미국 여성 가수 겸 작사가 어니타 브라이언트(Anita Bryant)의 오리지널 원곡이기도 한 《Paper roses》라는 노래를 리메이크하여 대중적 히트한 가수로도 널리 잘 알려져 있다.